# New Blood Interactive
New Blood Interactive è un editore di videogiochi fondato da Aaron Alexander, Kreyg DeZago e Dave Oshry nel 2014. La società ha originariamente sviluppato giochi in realtà virtuale prima di dedicarsi all'editoria, pubblicando prima Super Galaxy Squadron di Nick Clinkscales e riscontrando un successo iniziale con Dusk di David Szymanski.

## Storia
New Blood Interactive è stata fondata nel 2014 dal capo progettista Aaron Alexander, dal capo programmatore Kreyg DeZago e dall'amministratore delegato Dave Oshry. Alexander e Oshry avevano già collaborato al remake del 2013 di Rise of the Triad. La società inizialmente mirava a sviluppare giochi in realtà virtuale, incluso un gioco di boxe che voleva presentare alla Game Developers Conference. Tuttavia, questi piani non si sono mai concretizzati. Oshry in seguito entrò in contatto con Nick Clinkscales. A quel tempo, New Blood stava cercando un pixel artist e Clinkscales aveva bisogno di un editore per il suo gioco Super Galaxy Squadron supportato da Kickstarter, quindi hanno deciso che New Blood avrebbe pubblicato il gioco e Clinkscales si sarebbe unito alla compagnia in cambio. Super Galaxy Squadron è stato pubblicato nel gennaio 2015.  È stato rimasterizzato come Super Galaxy Squadron EX nel febbraio 2016, con la versione Super Galaxy Squadron EX Turbo pubblicata nel marzo 2017.  Quando Oshry ha incontrato David Szymanski, che sapeva che Oshry aveva lavorato al remake di Rise of the Triad, Szymanski ha deciso spontaneamente di lanciare il suo boomer-shooter Dusk. New Blood ha pubblicato il gioco in accesso anticipato nel gennaio 2018 e il suo successo ha fornito alla società un supporto finanziario di lunga data. New Blood ha successivamente firmato accordi editoriali per ulteriori giochi in stile retrò, tra cui Amid Evil e Faith: The Unholy Trinity. Verso la fine della fase di accesso anticipato di Dusk, la società ha chiamato Dillon Rogers per aiutare a completare il gioco, che è stato pubblicato a dicembre 2018. In qualità di dipendenti di New Blood, Rogers e Szymanski hanno iniziato a lavorare al gioco stealth Gloomwood. Oshry ha considerato questo l'inizio di una nuova fase per lo studio, passando da semplice editore a sviluppo interno di giochi.

## Organizzazione
Ad agosto 2022, New Blood ha 25 dipendenti. L'azienda ha una gerarchia piatta con molti sviluppatori che aiutano su altri progetti. La maggior parte della pianificazione viene eseguita tramite Discord. Oshry supervisiona tutti i team di sviluppo e gestisce il team interno di garanzia della qualità, che testa regolarmente i giochi durante il loro sviluppo.  Oshry sostiene i sindacati nel settore dei videogiochi.

## Giochi pubblicati
| Anno | Titolo                               | Sviluppatore/i                        | Piattaforma/e                                                                     |
| ---- | ------------------------------------ | ------------------------------------- | --------------------------------------------------------------------------------- |
| 2015 | Super Galaxy Squadron                | Psyche Studios                        | Linux, Windows                                                                    |
| 2018 | Dusk                                 | David Szymanski                       | Linux, macOS, Nintendo Switch, Windows                                            |
| 2019 | Amid Evil                            | Indefatigable                         | Nintendo Switch, Windows                                                          |
| 2020 | Unfortunate Spacemen                 | Geoff "Zag" Keene                     | Windows                                                                           |
| 2020 | Ultrakill (accesso anticipato)       | Arsi "Hakita" Patala                  | Windows                                                                           |
| 2021 | Dusk '82                             | David Szymanski                       | Windows                                                                           |
| 2022 | Gloomwood (accesso anticipato)       | Dillon Rogers, David Szymanski        | Windows                                                                           |
| 2022 | Faith: The Unholy Trinity            | Airdorf Games                         | Windows                                                                           |
| 2023 | Amid Evil VR                         | Indefatigable, Andre Elijah Immersive | Windows                                                                           |
| 2023 | Rise of the Triad: Ludicrous Edition | Nightdive Studios                     | Nintendo Switch, PlayStation 4, PlayStation 5, Windows, Xbox One, Xbox Series X/S |
| 2024 | Fallen Aces (early access)           | Trey Powell, Jason Bond               | Windows                                                                           |
| TBA  | Untitled CRPG                        | TBA                                   | TBA                                                                               |
| TBA  | Untitled Sparatutto a scorrimento    | TBA                                   | TBA                                                                               |
| TBA  | Untitled vehicular combat game       | TBA                                   | TBA                                                                               |
| TBA  | Untitled Faith visual novel          | TBA                                   | TBA                                                                               |

### Non pubblicati
| Titolo          | Sviluppatore/i          | Note                                      | Ref(s). |
| --------------- | ----------------------- | ----------------------------------------- | ------- |
| Lazer Type      | Labcoat Studios         |                                           | [ 14 ]  |
| Tonight We Riot | Pixel Pushers Union 512 | L'Editore è passato a Means Interactive   | [ 15 ]  |
| Maximum Action  | George Mandell          | L'Editore è passato a Balloon Moose Games | [ 16 ]  |